# Graveyard (banda)
Graveyard es una banda sueca de hard rock. Fue formada en Gotemburgo en el 2006. 

## Historia

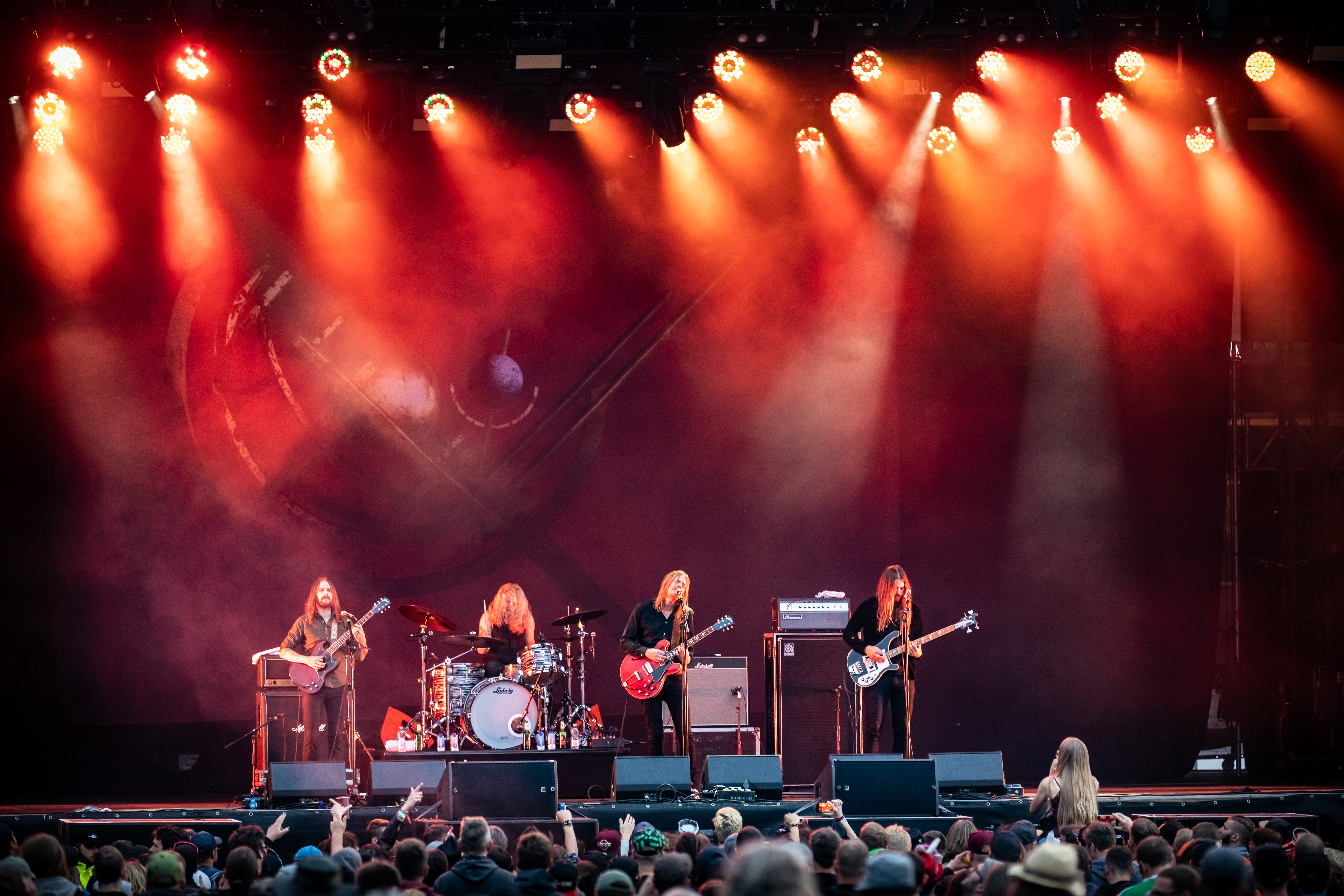
Graveyard en vivo en Rock am Ring 2019

Graveyard fue formada en 2006 por Joakim Nilsson, Rikard Edlund (ambos provenientes de Norrsken), Axel Sjöberg y Truls Mörck. Cuando Norrsken se disolvió en el 2000, el guitarrista Magnus Pelander formó Witchcraft y Nilsson y Edlund se unieron a Albatross, una banda de blues rock cuya formación también incluía a Sjöberg en la batería. Inicialmente, Albatross había sido un pasatiempo. Sin embargo,  después de cinco años, los miembros comenzaron a tomar su música más en serio y se sintieron insatisfechos con la dirección que había tomado su sonido. Cuando Albatross se separó, Nilsson y Edlund decidieron que, para su próxima aventura, regresarían a sus raíces como músicos y compositores. Nilsson explica: “Soy cantante, pero en Albatros solo tocaba la guitarra. Rikard tocaba la guitarra pero es bajista. También queríamos un sonido [rock] más directo ”.
Junto con Sjöberg y el guitarrista / cantante Truls Mörck (que no debe confundirse con Truls Mørk ) comenzaron a practicar como Graveyard. Tras su formación inicial, Graveyard grabó un demo de dos pistas, tocó un total de tres espectáculos y comenzó a planificar un álbum de larga duración con el sello sueco Transubstans Records. Mientras tanto, publicaron un demo de algunos de sus materiales en Mypace. Esto último atrajo la atención de Tony Presedo, fundador de Tee Pee Records . Su álbum debut homónimo fue grabado por Don Ahlsterberg y lanzado a principios de 2008. Al finalizar las sesiones de grabación, Truls Mörck fue reemplazado por el guitarrista Jonatan Ramm. El álbum debut recibió buenas críticas en general. Graveyard tocó en el South by Southwest Music Festival de 2008.
Cementerio fue presentado en la revista Rolling Stone en las Selecciones de Fricke para su primer concierto estadounidense en el SXSW. Después de SXSW, Graveyard realizó una gira con sus compañeros de etiqueta, Witch . En el otoño de 2008 Graveyard realizó una gira con Witchcraft y luego Clutch . En 2009 hicieron una gira con la banda de rock CKY . Graveyard lanzó su segundo álbum en la primavera de 2011. En 2013, recorrieron Europa con Soundgarden . En octubre de 2014, la banda anunció que el bajista y cofundador Rikard Edlund dejaría la banda para "buscar otras aventuras musicales". 
En septiembre de 2015, la banda lanzó el álbum de larga duración Innocence & Decadence  con Nuclear Blast. En su página oficial de Facebook, Joakim Nilsson anunció que Graveyard está trabajando en fechas para una gira mundial: "Estamos entusiasmados de visitar nuevos lugares, donde no hemos estado antes. Siempre quise jugar a Japón, Brasil, un poco más de Europa del Este, especialmente Ucrania, donde vive mi primo. ¡Andy, allá vamos!" Según la entrevista de Nilsson para la revista Terrorizer, su primo es el músico underground ucraniano Andrii Tatarenko.
El 23 de septiembre de 2016, la banda anunció que se habían separado, citando, "todas las razones tan clásicas". Graveyard anunció su reunión el 26 de enero de 2017, con un nuevo baterista ya que el baterista Axel Sjöberg decidió quedarse con su nueva banda. El 18 de diciembre de 2017, la banda anunció en su página de Facebook que estaban trabajando en un nuevo álbum. El 22 de marzo de 2018, la banda anunció que el álbum se llama Peace . Fue lanzado el 25 de mayo de 2018. 

## Miembros de la banda
Miembros actuales
- Joakim Nilsson - guitarra, voz
- Jonatan Larocca-Ramm - guitarra, voz
- Truls Mörck - bajo, voz
- Oskar Bergenheim - batería

Miembros anteriores
- Rikard Edlund - bajo
- Axel Sjöberg - batería

## Discografía

### Álbumes
| Título                | Detalles del álbum | Posiciones máximas de la tabla | Certificación |
| Título                | Detalles del álbum | SWE <br>                       | Certificación |
| --------------------- | --- | ------------------------------ | ------------- |
| Graveyard             | - Fecha de lanzamiento: 10 de septiembre de 2007 - Sello discográfico: Transubstans - Relanzado: 19 de febrero de 2008 - Sello discográfico: Tee Pee - Formato: CD / LP | 27                             |               |
| Hisingen Blues        | - Fecha de lanzamiento: 25 de marzo de 2011 (Europa) - Lanzado: 19 de abril de 2011 (América del Norte) - Sello discográfico: Nuclear Blast - Formato: CD / LP          | 1                              |               |
| Lights Out            | - Lanzamiento: 26 de octubre de 2012 (Europa) - Lanzamiento: 6 de noviembre de 2012 (América del Norte) - Sello discográfico: Nuclear Blast - Formato: CD / LP          | 3                              |               |
| Innocence & Decadence | - Fecha de lanzamiento: 25 de septiembre de 2015 - Sello discográfico: Nuclear Blast - Formato: CD / LP                                                                 | 2                              |               |
| Peace                 | - Lanzamiento: 25 de mayo de 2018 - Sello discográfico: Nuclear Blast - Formato: CD / LP                                                                                | 1                              |               |
| 6                     | - Lanzamiento: 29 de septiembre de 2023 - Sello discográfico: Nuclear Blast - Formato: CD / LP                                                                          | 1 <br>                         |               |
|                       | |                                |               |

### EPs y singles
- "Ancestors / Graveyard" - Split 7 "( Volcom Entertainment, 2009)
- "Hisingen Blues" - single de 7 "(2011)
- "Goliath" - 7 "single ( Nuclear Blast, 2012)